# Lissonoschema fasciatum
Lissonoschema fasciatum är en skalbaggsart som först beskrevs av Fisher 1944.  Lissonoschema fasciatum ingår i släktet Lissonoschema och familjen långhorningar.
Artens utbredningsområde är:
- Surinam.
- Venezuela.

Inga underarter finns listade i Catalogue of Life.